# Ledinci
Ledinci (en serbe cyrillique : Лединци) est une localité de Serbie située dans la province autonome de Voïvodine. Elle fait partie de la municipalité urbaine de Petrovaradin, qui se trouve sur le territoire de la ville de Novi Sad et dans le district de Bačka méridionale. Au recensement de 2011, elle comptait 1 912 habitants.
Ledinci, officiellement classé parmi les villages de Serbie, est également connu sous le nom de Novi Ledinci. Bien qu'elle fasse partie du district de Bačka méridionale, la localité est située dans la région de Syrmie.

## Histoire
Le village de Novi Ledinci a été fondé après la Seconde Guerre mondiale par les habitants de Stari Ledinci, dont le village avait été détruit pendant la guerre. Par la suite, Stari Ledinci a été reconstruit.

## Démographie

### Évolution historique de la population
| 1948 | 1953 | 1961 | 1971 | 1981  | 1991  | 2002  | 2011  |
| ---- | ---- | ---- | ---- | ----- | ----- | ----- | ----- |
| 465  | 531  | 675  | 795  | 1 137 | 1 280 | 1 641 | 1 912 |

|  |

### Données de 2002
Pyramide des âges (2002)
En 2002, l'âge moyen de la population était de 38,6 ans pour les hommes et 41,2 ans pour les femmes.
Répartition de la population par nationalités (2002)

### Données de 2011
En 2011, l'âge moyen de la population était de 42,4 ans, 41,2 ans pour les hommes et 43,6 ans pour les femmes.